# Ryczydół
Ryczydół – wieś w Polsce położona w województwie lubelskim, w powiecie lubelskim, w gminie Borzechów.
W latach 1975–1998 miejscowość administracyjnie należała do ówczesnego województwa lubelskiego.
Wieś wchodzi w skład sołectwa Dobrowola – Ryczydół.  Według Narodowego Spisu Powszechnego z roku 2011 wieś liczyła 63 mieszkańców.
Wierni Kościoła rzymskokatolickiego należą do parafii Najświętszego Serca Jezusowego w Kłodnicy Dolnej.